# قرة تبة (ماكو)
قرة تبة هي قرية في مقاطعة ماكو، إيران. عدد سكان هذه القرية هو 874 في سنة 2006.